# 博肯峡湾

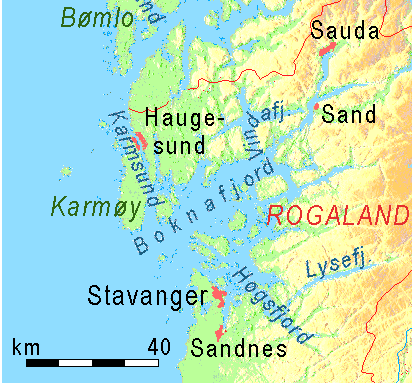
博肯峡湾地图

博肯峡湾（挪威語：Boknafjord） 是挪威西部罗加兰郡的一个巨大的峡湾，介于斯塔万格和海于格松两市之间。博肯峡湾两侧又分支出数十个较小的峡湾，抵达该郡大部分市镇。博肯峡湾最长处深入陆地96（60英里）。
规划修建的罗加兰隧道是一条穿过博肯峡湾的海底公路隧道，连接斯塔万格和海于格松两市，贯通挪威西海岸高速公路. 长24-（15-英里），深350-（1,150-英尺），将成为世界上最长、最深的海底隧道。挪威政府希望在2020年之前开工建设，造价预计达到5-6亿欧元。